# Куликов Валерій Семенович
Валерій Семенович Куликов (15 березня 1953, село Туманово, тепер Арзамаського району Нижньогородської області, Російська Федерація) — радянський діяч, фрезерувальник авіаційного виробничого об'єднання імені Серго Орджонікідзе міста Горький (Нижній Новгород). Член ЦК КПРС у 1990—1991 роках.

## Життєпис
У 1971 році закінчив технічне училище № 5 міста Арзамаса Горьковської області.
У 1971—1972 роках — фрезерувальник Горьковського авіаційного заводу імені Серго Орджонікідзе.
З 1972 по 1974 рік служив у Радянській армії.
У 1974—1985 роках — фрезерувальник Горьковського авіаційного заводу імені Серго Орджонікідзе.
Член КПРС з 1978 року.
З 1985 року — фрезерувальник авіаційного виробничого об'єднання імені Серго Орджонікідзе міста Горький (Нижній Новгород).
Подальша доля невідома.